# Jeremiah Denton
Jeremiah Denton (Mobile, 1924. július 15. – Virginia Beach, 2014. március 28.) az Amerikai Egyesült Államok szenátora (Alabama, 1981–1987).